# أندري ويدينر
أندري ويدينر (بالألمانية: Andree Wiedener)‏ (11 مارس 1970 في ألمانيا - ) هو لاعب كرة قدم ألماني في مركز الدفاع. لعب مع آينتراخت فرانكفورت وفيردر بريمن وفيردر بريمن 2 ‏.

## وصلات خارجية
- أندري ويدينر على موقع قاعدة بيانات كرة القدم.إي يو (الإنجليزية)
- أندري ويدينر على موقع بيانات كرة القدم. دي إي (الألمانية)
- أندري ويدينر على موقع Soccerway.com (الإنجليزية)
- أندري ويدينر على موقع عالم كرة القدم.نت (الإنجليزية)